# Глан-Минхвајлер
Глан-Минхвајлер (њем. Glan-Münchweiler) општина је у њемачкој савезној држави Рајна-Палатинат. Једно је од 98 општинских средишта округа Кузел. Према процјени из 2010. у општини је живјело 1.236 становника. Посједује регионалну шифру (AGS) 7336031.

## Географски и демографски подаци
Глан-Минхвајлер се налази у савезној држави Рајна-Палатинат у округу Кузел. Општина се налази на надморској висини од 222 метра. Површина општине износи 6,0 km². У самом мјесту је, према процјени из 2010. године, живјело 1.236 становника. Просјечна густина становништва износи 206 становника/km².